# Lijst van burgemeesters van Voorst
Dit is een lijst van burgemeesters van de Nederlandse gemeente Voorst in de provincie Gelderland.
| Ambtsperiode | Naam burgemeester                     | Partij of stroming | Bijzonderheden                                          |
| ------------ | ------------------------------------- | ------------------ | ------------------------------------------------------- |
| 1813 - 1843  | Philip Pelgrim Everts                 |                    | tevens burgemeester/maire/schout van Twello (1811-1818) |
| 1844 - 1872  | A.P.H. baron van Ittersum             |                    |                                                         |
| 1872 - 1886  | mr. Jacobus baron van der Feltz       |                    | zwager van zijn voorganger                              |
| 1887 - 1907  | mr. Hendrik Crommelin                 |                    |                                                         |
| 1907 - 1937  | mr. A.C. baron van der Feltz          |                    | zoon van mr. J. baron van der Feltz                     |
| 1937 - 1969  | mr. G.W.J. baron van der Feltz        |                    | zoon van zijn voorganger                                |
| 1969 - 1976  | Theodoor Philip baron Mackay          |                    |                                                         |
| 1976 - 1982  | drs. Pieter (P.) Zevenbergen          | VVD                |                                                         |
| 1982 - 2006  | mr. Johannes (J.H.J.) van Blommestein | VVD                |                                                         |
| 2006 - 2021  | drs. Jos (J.T.H.M.) Penninx           | PvdA               |                                                         |
| 2021 - 2022  | Renske (R.D.) Helmer-Englebert        | SP                 | waarnemend                                              |
| 2022 - heden | drs. Paula (P.C.) Jorritsma-Verkade   | PvdA               |                                                         |
| 2023 - 2024  | drs. Jan Willem (J.W.) Wiggers MPM    | CDA                | waarnemend                                              |